# 1789 en droit
Cet article présente les faits marquants de l'année 1789 en droit.

## Événements
- Promulgation de codes de lois en Mongolie (1789 et 1815)[1].
- Nouvelle-Écosse : les Acadiens obtiennent le droit de vote.

### Février
- 10 février : suppression de la corvée par Joseph II[2]. Sa mort en 1790 empêchera l’application de la mesure. Projet de Joseph II de création d’un impôt de quotité payable par tous les propriétaires et celui d’un cadastre général pour asseoir cet impôt. Un décret royal ordonne l’introduction en Hongrie de l’impôt unitaire sur les terres tant nobiliaires que paysannes, imposant 12,22 % des revenus. Le paysan qui n’accomplit plus de corvées paye en plus 17,25 % de redevances à son seigneur propriétaire au titre du rachat de la corvée.
- 23 février : loi sur les fidéicommis en Toscane[3]. Certains titres de fidéicommis sont abolis et il est interdit d’en créer de nouveau : certains biens ecclésiastiques sont fractionnés et loués à des paysans qui pourront ensuite s’en rendre acquéreur. Cette opération est largement sabotée par les grands propriétaires qui s’arrangent pour acheter directement les lots mis en vente.

### Mars
- 4 mars : entrée en vigueur de la Constitution américaine[4].

### Août
- 4 août, France : abolition des privilèges et du système féodal
- 26 août, France : déclaration des droits de l'homme et du citoyen

### Septembre
- 7 septembre : la Diète polonaise désigne une « députation » pour travailler à une Constitution[5]. Ignacy Potocki (1751-1809), grand maître de la maçonnerie polonaise et adversaire de la Russie, y tient le rôle principal.

### Novembre
- 2 novembre : France : nationalisation des biens du clergé catholique[6].
- 24 décembre : France : les protestants obtiennent le droit de cité[7].

## Publications
- Pierre Jean Agier, Le jurisconsulte national, ouvrage plaidant pour la restauration du pouvoir des parlements contre les empiètements de la monarchie, et pour que les parlements aient le pouvoir d'autoriser l'impôt et les emprunts.

## Décès
- 16 janvier : François-Xavier Maistre, juriste et homme politique savoyard, un des rédacteurs des Royales constitutions (Regie Costituzioni) de 1770, base fondamentale du droit public et civil dans les États du roi de Sardaigne (° 27 novembre 1705).